# سیارک ۱۸۱۲۰
سیارک ۱۸۱۲۰ (به انگلیسی: 18120 Lytvynenko، نامگذاری:2000NA25) هجده هزار و صد و بیستمین سیارک کشف شده‌است که در ۴ ژوئیه ۲۰۰۰ کشف شد.
قدر مطلق سیارک برابر ۸.۹ است.